# DTNB
DTNB‏ (Dystrobrevin beta) هوَ بروتين يُشَفر بواسطة جين DTNB في الإنسان.